# Tsushima (Nagasaki)
Tsushima (jap. 対馬市 Tsushima-shi) – miasto w Japonii, w prefekturze Nagasaki. W 2015 roku liczyło 31 457 mieszkańców. Leży na wyspie o tej samej nazwie.